# Renacimiento (novela)
Renacimiento (取り替え子, Torikaeko) es una novela del escritor japonés Kenzaburō Ōe, publicada en 2000. Fue traducida al español por Kayoko Takagi y publicada por la editorial Seix Barral en 2009.

## Trama
Goro es un famoso director de cine que se suicida. Su cuñado Kogito, escritor de profesión, no logra entender el trágico final de Goro, y viaja a Alemania para tratar de olvidar. Allí empieza a descubrir que la muerte de Goro tal vez no fue fruto de un suicidio, sino de un posible ataque de los yakuza, a los que Goro había ridiculizado en una de sus películas.

## Curiosidades
Renacimiento es una novela basada en hechos reales, ya que la muerte de Goro evoca las irregulares circunstancias que en 1997 rodearon al suicidio del cineasta Juzo Itami, cuñado del propio Kenzaburō Ōe.